# Mary Schapiro

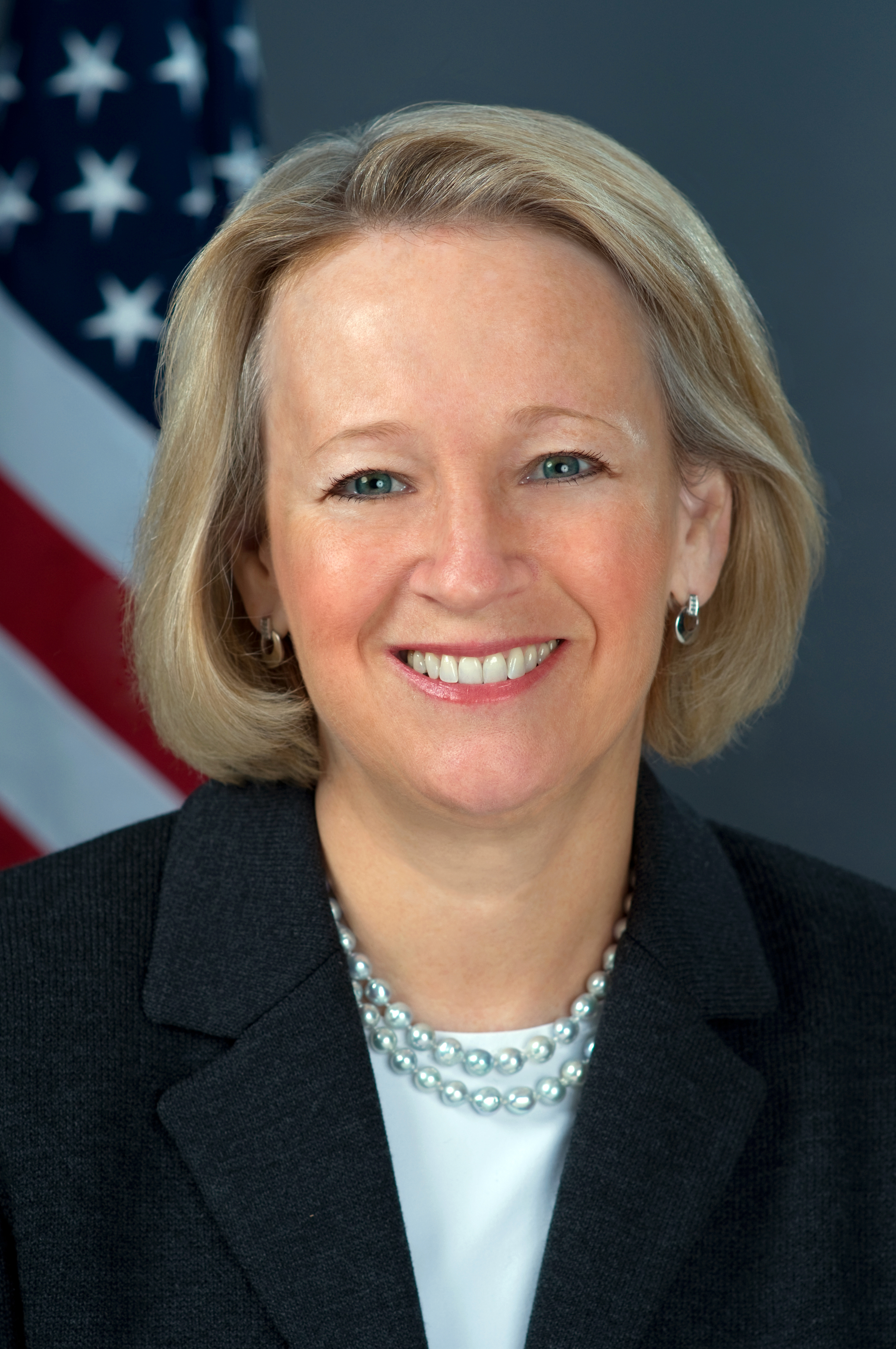
Mary Schapiro

Mary L. Schapiro (* 19. Juni 1955 in New York City) ist eine US-amerikanische Finanzexpertin. Sie war die 29. Vorsitzende der US-Börsenaufsicht SEC.

## Leben
In Babylon (New York) aufgewachsen, absolvierte sie 1977 das Franklin & Marshall College in Lancaster (Pennsylvania) als Bachelor of Arts der Anthropologie. 1980 verlieh ihr die George Washington University den Grad eines Juris Doctor. Neben ihrer Beschäftigung im Öffentlichen Dienst der Bundesregierung (Vereinigte Staaten) in Washington arbeitete sie unter anderem im Verwaltungsrat von Kraft Foods und Duke Energy als Direktorin und vorher für die Treuhandverwaltung ihrer Universität Franklin & Marshall.
Schapiro arbeitete seit 1988 für die SEC als Beauftragte und in verschiedenen Positionen der Regulierungsbehörden für die Finanzwirtschaft in den Regierungen von Ronald Reagan, George Bush und Bill Clinton. Von 1994 bis 1996 war sie bei der Commodity Futures Trading Commission als Vorsitzende beschäftigt.  Ab 1996 arbeitete sie in der National Association of Securities Dealers (NASD). Von 2006 bis Ende 2008 wurde sie Vorsitzende und CEO der 2007 daraus hervorgegangenen  Aufsichtsbehörde der Finanzen, der Financial Industry Regulatory Authority (FINRA), einer sich selbst verwaltenden Genehmigungsbehörde ähnlich einer Anstalt des öffentlichen Rechts für die Überwachung von Maklern, die in den Vereinigten Staaten mit Wertpapieren und Wechseln handeln.
Schapiro wurde von US-Präsident Barack Obama zur Vorsitzenden der US-Börsenaufsicht ernannt und einstimmig vom Senat der Vereinigten Staaten bestätigt. Sie übernahm den Vorsitz am 27. Januar 2009 und übte diese Tätigkeit bis zum 14. Dezember 2012 aus. Damit war sie die erste Frau, die dauerhaft in dieser Funktion wirkte. 2012 stufte sie das Forbes Magazine als Nummer 65 in der Liste der 100 mächtigsten Frauen der Welt ein.
Im März 2013 wurde sie zur Direktorin im Board of Directors von General Electric nominiert. Im April 2013 wurde bekannt, dass sie als Direktorin bei der Unternehmensberatung Promontory Financial Group in Washington arbeiten wird, die Kunden aus der Finanzwirtschaft in regulatorischen Fragen betreut. Damit arbeitet sie nunmehr für eines jener privaten Unternehmen, die sie früher überwachen sollte.
Sie ist verheiratet und hat zwei Kinder.